# 1999年オーストラリア国民投票
1999年オーストラリア国民投票（英語: Australian republic referendum, 1999）は、「君主制を廃止すべきか存続させるべきか」を巡って、1999年11月6日にオーストラリアで実施された同国憲法の改正の是非を問う国民投票である。結果的には僅差ではあったものの、君主制存続が決まった。

## 概要
オーストラリアは同君連合である英連邦王国の一国であるが、オーストラリアのイギリスからの独立は、段階を踏まえて行われており、1901年のオーストラリア連邦成立以後も、ウェストミンスター憲章や1986年オーストラリア法により主権が確立されてきた。
19世紀より共和制を求める意見があり、また、多民族国家となったのだから、いつまでもイギリスの女王を国家元首にしておく必要など無いという声が強まったことにもよる。実際に非アングロ・ケルト系の住民の間では共和主義者が多い。
1997年にジョン・ハワード首相が国民憲法会議を開くと表明し、共和制モデルに関する議論が行われた。しかし提案されたどの共和制モデルも会議の過半数を得られず、1999年11月6日に他案も取り入れた共和制モデルに対する国民投票が行われた。
決議された共和制モデルの概要は次のとおり。
- 国家元首の名称は大統領（President)とし、任期は5年とする
- 新憲法に先住民の存在、法の下の平等、両性の平等などを含める
- 国名は変更せず
- イギリス連邦からの脱退はしない

投票の結果は54.87％が「No」に投じ、実現することはなかった。